# Alexander Cooper

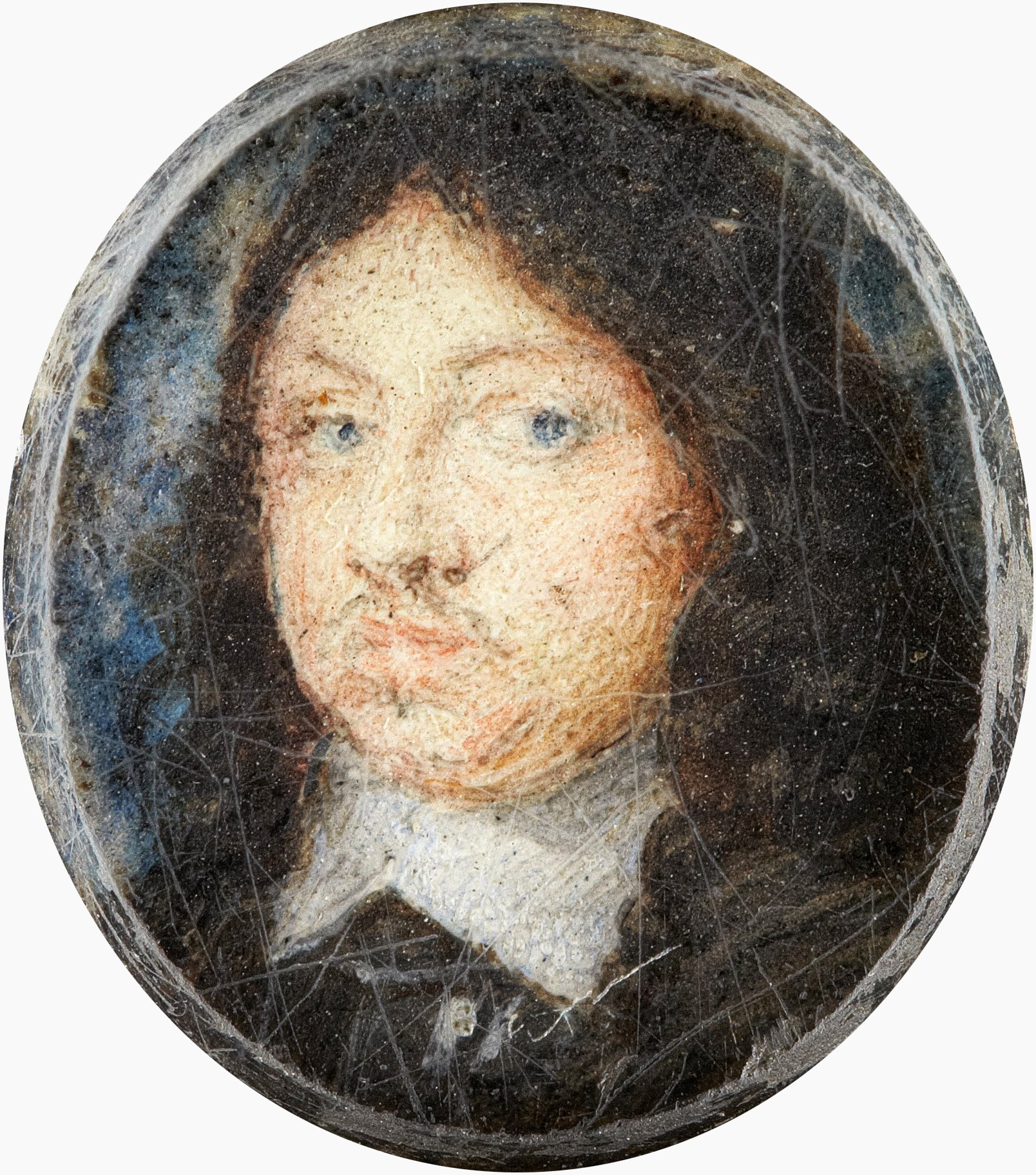
Ritratto miniatura di Carlo X Gustavo di Svezia di Alexander Cooper, Livrustkammaren, 1655-1660

Alexander Cooper (Londra, 11 dicembre 1609 – Stoccolma, 1660) è stato un miniaturista inglese.

## Biografia
Era il fratello maggiore del miniaturista Samuel Cooper. Apprese l'arte da Peter Oliver e fu attivo a Londra dal 1633 al 1642, quando si trasferì a L'Aia. Divenne membro della Corporazione di San Luca de L'Aia dal 1644 al 1646.
Dopo un breve soggiorno ad Amsterdam, si trasferì in Svezia, nel 1646, come pittore alla corte della regina Cristina di Svezia. Secondo Arnold Houbraken fu considerato il miglior miniaturista-ritrattista ad acquerello del suo tempo. Succedette a David Beck come pittore ufficiale di corte quando questi tornò a L'Aia.
I suoi documenti svedesi dichiarano che era ebreo, e che il suo nome completo era "Abraham Alexander Cooper". In precedenza aveva risieduto nella Repubblica delle Sette Province Unite, ma nel raggiungere la Svezia entrò al servizio di Cristina, e continuò ad essere il suo pittore di miniature fino al 1654, quando si dimese dalla corona. Due anni dopo, Cooper era in Danimarca, eseguendo alcune commissioni per Cristiano IV ma nel 1657 era di nuovo a Stoccolma, dove morì nella prima parte del 1660.
Le sue opere sono di grande rarità, e la principale è una serie che rappresenta Federico V del Palatinato e Elisabetta di Boemia, oltre ai loro figli, compreso Carlo I Luigi del Palatinato, Elisabetta di Boemia, Rupert del Palatinato, Edoardo del Palatinato-Simmern e Sofia del Palatinato. Alla fine del XIX secolo questi ritratti erano in possesso di Guglielmo II di Germania. Allo stesso tempo alcuni ritratti molto notevoli erano di proprietà di Guglielmina dei Paesi Bassi, e altri erano in possesso di Gustavo V di Svezia e di diverse gallerie svedesi.
Egli è probabilmente lo stesso pittore inglese Ioannes Coepers, ben noto presso la corte inglese, citato dal biografo Cornelis de Bie nel suo libro di biografie di pittori, Het Gulden Cabinet, edito nel 1662.